# Első oostendei rajtaütés
Az első oostendei rajtaütés egyike volt a britek által Oostende kikötője ellen végrehajtott hadműveletnek az első világháború idején, 1918 áprilisában. Oostende és a szomszédos Zeebrugge ellen egyszerre indítottak támadást április 23-án az „Operation ZO” fedőnév alatti hadművelet keretében, hogy megbénítsák a stratégiai fontosságú Brugge kikötőjének forgalmát, mely 10 km-re volt a szárazföld belsejében és mely ezáltal ideális fekvésű volt a brit partok illetve a hajókonvojok ellen indítható támadásokhoz. Brugge és az előkikötői stratégiai jelentőségűek voltak a német hadvezetés kereskedelmi háborújának („Handelskrieg”) szempontjából, mivel a város közel feküdt a csapatszállító hajók La Manche-ot átszelő útvonalához és mert innen kiindulva jóval hamarabb kiérhettek a tengeralattjárók az Atlanti-óceánra mint a Németországban lévő bázisokról.
A britek azt tervezték, hogy elsüllyesztenek két kiöregedett cirkálót az oostendei csatorna torkolatában, illetve hármat Zeebruggénél, ezáltal megakadályozva a német hajókat a kifutásban. A Bruggébe vezető két csatorna közül az oostendei volt a kisebb és keskenyebb, ezért ez számított a másodlagos célpontnak, így itt kisebb erőket terveztek bevetni. Míg a Zeebrugge elleni akció hozott némi korlátolt sikert, addig az Oostende elleni teljes kudarc volt. A kikötőt védő német tengerészgyalogosok alaposan felkészültek egy esetleges támadásra és szétszórták a támadó hajókat, ami miatt le kellett fújni a támadást a végső szakaszában.
A sikertelen hadművelet után három héttel egy második támadást is indítottak, mely már nagyobb sikerrel járt. Egy torlaszhajót sikerült elsüllyeszteni a csatorna bejáratánál, de az nem zárta el teljesen a kijáratot. Az 1918 nyarán Oostende ellen tervezett újabb támadásokból nem lett semmi, így az innen eredő fenyegetés a háború utolsó napjaiig fennállt, míg az antant erők vissza nem szerezték a várost.

## Brugge jelentősége
A várost a németek a háború elején, a „versenyfutás a tengerhez” idején foglalták el és a haditengerészetük fontos stratégiai támaszpontjává vált. Brugge 10 km-re feküdt a tengertől egy csatornahálózat közepén, melyek Zeebrugge és Oostende városoknál torkollottak a La Manche-ba. A nyílt vizektől való távolsága révén Bruggét csak a legnagyobb ágyúkkal lehetett volna támadni a tenger felől és ez védte a rajtaütésekkel szemben is. A Császári Haditengerészet ezért jelentős kiképző és hajójavító kapacitást telepített ide, melyek segítségével számos torpedónaszád-, romboló- és tengeralattjáró-flottilla ellátását tudták megoldani.
1916-ra ez a támaszpont jelentős aggodalmat keltett a brit admiralitásnál az angol partokhoz való közelsége, a csapatszállító hajókra jelentett fenyegetés valamint az innen kiinduló tengeralattjárók miatt, melyek innen hamarabb kijuthattak az Atlanti-óceánra. Egy korábbi hadművelet során 1915 késő tavaszán Reginald Bacon tengernagy sikertelen kísérletet tett az oostendei zsilipek lerombolására monitorok segítségével. A hadművelet kudarca után Brugge egyre nagyobb szerepet kapott az atlanti csatában, mely 1917-ben ért a tetőpontjára. A támaszpont elfoglalása volt a harmadik ypres-i csata (1917. július 31. – november 10.) egyik fő célkitűzése. Ennek sikertelensége után, 1918 elején a britek egyre radikálisabb terveket dolgoztak ki a korlátlan tengeralattjáró-háború okozta problémák megoldására, melyek között szerepelt a Szövetséges Haditengerészeti és Tengerészgyalogos Erők (Allied Naval and Marine Forces) által kidolgozandó tervek is a belgiumi támaszpontok megtámadására.
Ez egy újonnan létrehozott részleg volt, melyet azzal a céllal alakított meg, hogy rajtaütéseket hajtson végre a német kézen lévő partszakaszokon. A részleg a brit és francia haditengerészetek jelentős forrásai felett rendelkezett és Roger Keyes tengernagy valamint helyettese Hubert Lynes sorhajókapitány vezetése alatt állt. Keyes, Lynes és törzsük 1917 végén látott hozzá Brugge elleni akció tervének kidolgozásához és 1918 áprilisára készen álltak a kivitelezésre.

## Brit tervek
Brugge megközelíthetőségének akadályozására Keyes és Lynes két külön rajtaütést tervezett végrehajtani a két kikötő ellen, melyeken keresztül be lehetett hajózni Bruggéig. Zeebruggét egy három torlaszhajóból és számos támogató egységből álló nagyobb kötelék támadta volna. Oostendét egy hasonló összetételű, de kisebb kötelék támadta volna Lynes vezetésével. A terv értelmében két elavult cirkáló (Sirius és Brilliant) elsüllyesztésével blokkolták volna a folyó torkolatát. A hajókon csak a legszükségesebb berendezéseket hagyták meg, az alsó részüket és a ballaszttartályaikat betonnal valamint kőtörmelékkel töltötték meg. A csatornákban a megfelelő helyzetben elsüllyesztve kiváló akadályként funkcionálhattak volna.
Kedvező időjárási körülmények mellett a kötelék éjszaka szelte volna át a La Manche csatornát és röviddel éjfél után a pár mérfölddel távolabbi Zeebruggénél indított párhuzamos akcióval egy időben hajtotta volna végre a támadást. A hadműveletek e koordinálásával megosztották volna a védők figyelmét és reményeik szerint élhettek volna a meglepetés előnyével is. A blokádhajók fedezésére a tenger felől ágyútűzzel támogatta őket egy monitorokból és rombolókból álló raj valamint a tengerészgyalogságnak a flandriai Ypres-nél állomásozó tüzérségi egységei. A közvetlen támogatást több flottillányi motorcsónakra (motor launches), torpedónaszádokra és partmenti motorcsónakokra (Coastal Motor Boats) bízták, melyek füstfüggönyt képezve fedték volna el a közeledő blokádhajókat és az elsüllyesztésük után evakuálták volna a cirkálók személyzetét.

## A rajtaütés
Az első próbálkozást 1918. április 11-én meg kellett szakítani a rossz idő miatt. Ennek során HMS CMB 33 jelű motorcsónak partra sodródott a németek kezén lévő partszakaszon. A fedélzetén lévő hadműveleti tervek a németek kezére került és ennek alapján hatékonyan szervezhették meg a védelmet. Április 14-én újra próbálkoztak a hadművelet végrehajtásával, de az időjárás váratlan rosszra fordulása miatt ezt a próbálkozást is meg kellett szakítani.
Ostende német kikötőparancsnoka felismerte, hogy a bóják nélkül nem lehet éjszakai támadást intézni a kikötő ellen - feltéve, hogy a navigátorok nem rendelkeznek alapos helyismerettel. A britek között ilyen nem volt. A bója egyszerű eltávolítása helyett azonban a német parancsnok a csatorna bejáratától 2200 méterrel keletebbre helyeztette el azt, egy nagy kiterjedésű homokpadok által uralt terület közepére, ami végzetes következményekkel járt a brit hadműveletre nézve.
Az ZO-hadműveletet harmadik próbálkozásra április 23-án tudták kivitelezni. Az Oostende ellen felvonuló hajórajok röviddel éjfél előtt érkeztek a kikötő elé és megtették az utolsó előkészületeket. A monitorok elfoglalták tüzelőállásaikat és a kisebb egységek előreindultak, hogy mesterséges ködfüggönyt fejlesszenek. Az előrenyomulásukat fedezendő a monitorok tüzet nyitottak a német partvédelmi állásokra, köztük a "Tirpitz" ütegre, mely 280 mm-es ágyúkkal rendelkezett. A kialakuló nagy távolságból vívott tüzérségi párbaj közepette a cirkálók is megindultak a kikötők irányába a jelzőbójákat keresve, melyek a helyes útirányt jelölték a homokpadok között.
A feltámadó szél a füstfüggönyt a cirkálók felé fújta, így azok kapitányai nem tudtak megfelelően tájékozódni és vakon próbáltak navigálni. Ugyanez a szél felfedte a közvetlen támogatást nyújtó hajóraj egységeit a németek előtt és azok azonnal tüzet nyitottak a blokádhajókra. Az önkéntesekből álló legénységük súlyos veszteséget szenvedett, mire a parancsnokaik a rossz látási körülmények ellenére a sebességet növelve próbáltak előrehaladni a keskeny hajózható vizeken keresve a Stroom-pad bójáját, mely a csatorna felé vezető vízi útvonalat jelölte.
Alfred Godsal parancsnok (Commander) haladt elől a Brillianttel és ő futott be elsőként a német védelembe. Az egyik megfigyelő kiszúrta a keresett bóját és a Godsal egyenesen felé vette az irányt, ami után még hevesebb tűzbe került. A bója mellett nagy sebességgel elhaladó cirkáló a homokpadra futva nagy rázkódással állt meg. Az ütközés következtében mindenki elesett a fedélzeten. Még mielőtt figyelmeztetést adhattak volna le az őket szorosan követő Sirius-nak, az is elhaladt a bója mellett és mivel kitérésre már nem volt idő, beleszaladt a Brilliant hátuljába. A két összeroncsolódott hajó az iszapba ágyazódva mozgásképtelenné vált.
A folyamatos ágyú- illetve nagy távolságú géppuskatűzben elrendelték a hajók evakuálását, miközben a tisztek élesítették a tölteteket, melyekkel a blokádhajókat a jelenlegi helyzetükben elsüllyesztették. A legénység a motorcsónakokra (CMB) átszállva hagyta el a roncsokat, mialatt a rombolók Oostendéhez közelebb hajózva fedezték a visszavonulást és a monitorok is folyamatosan tüzeltek. Godsal szállt át utolsóként az egyik mentőhajóra. A küldetés teljes kudarca után az antant erők visszatértek doverii és dunkerque-i támaszpontjaikra.

## A hadművelet után
A Zeebrugge elleni hadművelet pár kilométerrel odébb valamivel több sikert hozott és a fő csatorna részbeni elreteszelése okozott némi fennakadást a bruggei német erők mozgásában. A nagyobb hajók nem tudták itt már elhagyni a kikötőt, azonban a kisebbek, köztük a tengeralattjárók is szabadon közlekedhettek Oostende felé. Ráadásul Zeebruggénél órákon belül megnyitottak egy kisebb csatornát, lehetővé téve az útvonal újbóli használatát, bár a brit hírszerzés erről még hetekig nem szerzett tudomást. Az oostendei kudarc ellenére a brit média dús fantáziával közölte a Zeebruggénél végrehajtott akciót, de az admiralitásnál és különösen a Szövetséges Haditengerészeti és Tengerészgyalogos Erőknél nagy aggodalmat okozott, hogy nem sikerült semlegesíteni Brugge hadikikötőjét.
Május 10-re terveztek egy újabb hadműveletet Oostende ellen a Vindictive cirkáló felhasználásával, de ezzel az akcióval sem sikerült elzárni teljesen Bruggét. Egy harmadik hadműveletet is terveztek, de ennek végrehajtására már nem került sor, mivel nyilvánvalóvá vált, hogy a Zeebruggénél kialakított csatorna lehetővé tette a tengeralattjárók szabad mozgását. Így újabb kettős hadműveletre lett volna szükség, ami azonban már meghaladta a Szövetséges Haditengerészeti és Tengerészgyalogsági Erők rendelkezésére álló források adta lehetőségeket. A három sikertelen támadás a Bruggében lévő német támaszpont kiiktatására több mint 600 halálos áldozatot követelt és több hajó elvesztésével járt. A kikötő egészen 1918 októberéig aktív bázis maradt a németek számára.

## Brit hadrend
Parttól távoli támogató raj (Offshore squadron)
Lord Clive-osztályú monitorok (305 mm-es ágyúkkal):
- Marshal Soult, Lord Clive, Prince Eugene és General Crauford

M15 osztályú monitorok (190 mm-es ágyúkkal):
- M24, M26, M21

Rombolók:
- Mentor, Lightfoot és Zubian (Royal Navy)
- Lestin, Roux and Bouclier (Marine Nationale)

Könnyű egységek:
- 4 torpedónaszád, 4 motoros bárka (francia)

Part közeli támogató raj (Inshore Squadron)
Torlaszhajók
- Sirius, Brilliant

Rombolók:
- Swift, Faulknor (flottillavezérhajó), Matchless, Mastiff, Afridi, Tempest, Tetrarch

Könnyű egységek:
- 18 motoros bárka, 8 motorcsónak (CMB)

A hadműveletet az Északi-tenger felől érkező esetleges német kötelékekkel szemben 7 könnyűcirkáló és 16 romboló biztosította, melyek közül egyik sem találkozott ellenséges erőkkel.

## Fordítás
- Ez a szócikk részben vagy egészben  a   First Ostend Raid című angol Wikipédia-szócikk ezen változatának fordításán alapul.  Az eredeti cikk szerkesztőit annak laptörténete sorolja fel. Ez a jelzés csupán a megfogalmazás eredetét és a szerzői jogokat jelzi, nem szolgál a cikkben szereplő információk forrásmegjelöléseként.
- Ez a szócikk részben vagy egészben  az   Überfall auf Zeebrugge und Ostende című német Wikipédia-szócikk ezen változatának fordításán alapul.  Az eredeti cikk szerkesztőit annak laptörténete sorolja fel. Ez a jelzés csupán a megfogalmazás eredetét és a szerzői jogokat jelzi, nem szolgál a cikkben szereplő információk forrásmegjelöléseként.